# 평행봉

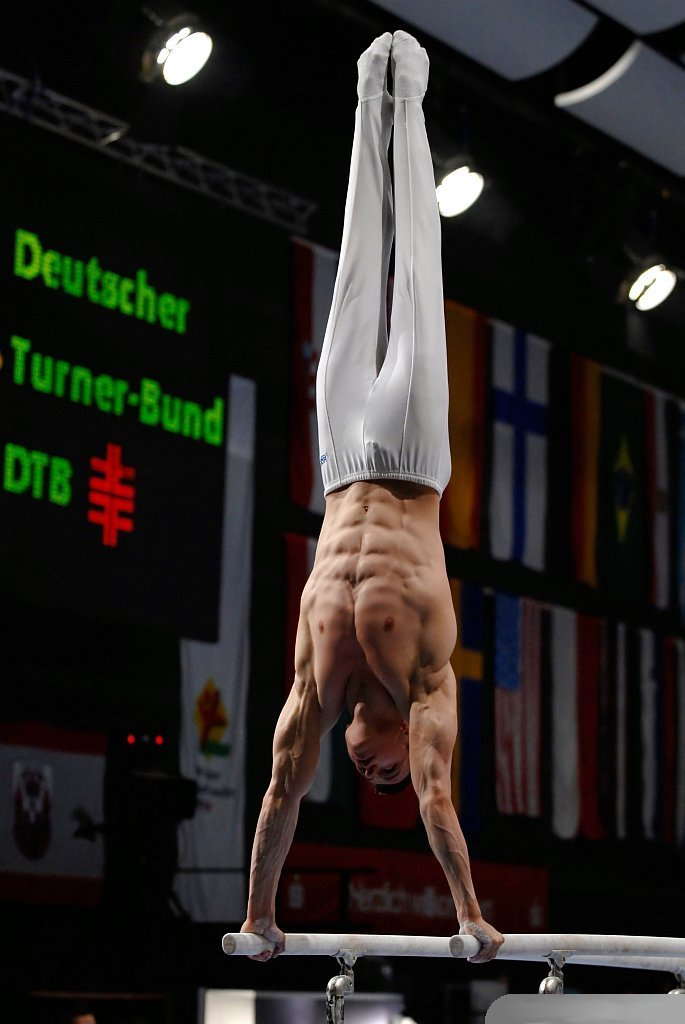
평행봉

평행봉(平行棒)은 체조 기구의 하나이며, 그것을 사용한 종목의 명칭이다. 선수는 평행봉에 매달린 다음 연기를 시작한다. 남자 종목으로만 실시하고 있다.

## 개요
19세기 초부터 뜀틀과 안마 운동의 연습용 기구인 평행봉의 활용법을 1811년 독일의 얀이 개발함으로써 하나의 운동 종목이 되었다.
평행봉 운동은 어깨·팔·가슴의 근력을 발달시키고, 정확한 동작, 아름다운 자세 등과 함께 주의력·침착성 등도 향상되는데, 길이 350cm, 높이 170cm, 봉과 봉 사이의 간격은 42-48cm이다.
2개의 봉을 이용하여 돌기·흔들기·물구나무서기 등의 동작을 연속적으로 연기한다. 즉, 흔들기를 중심으로 하는 기술, 두 손을 떼고 하는 기술, 정지기술, 힘을 나타내는 기술 등을 복합시켜서 구성한다. 연기의 대부분은 흔들기를 중심으로 하는 기술과 두 손을 떼고 하는 기술이어야 하며, 연기 중에 적어도 하나는 힘을 나타내는 기술과 봉 위 또는 아래서, 두 손을 떼고 하는 B난이도의 기술을 구사해야 한다. 정지 기술은 2회 이내로 하는데, 대부분의 기술이 물구나무서기에서 시작되므로 강한 근력이 요구된다.